# 无锡县城隍庙旧址
31°34′32″N 120°17′35″E / 31.57548°N 120.29304°E
无锡县城隍庙旧址位于中国江苏省无锡市梁溪区恒隆广场（Center 66）南侧的后西溪广场上。该建筑建造于明洪武二年（1369年），历经变迁，现存庙门戏台和一些附属建筑。

## 简介
无锡之有城隍庙始于宋代，原建筑位于无锡县衙西侧。明洪武二年（1369年），知县熊懋徙建城隍庙于三皇街，正统二年（1437年）庙毁，知县项伾重修。后知县范泽又修，邵宝撰写了重修记。渐至明末，迭有修葺。清康熙初，无锡知县吴兴祚又重修。乾隆三十九年（1774年）大殿倒塌，地方人士进行募资修建。嘉庆年间，增建了西偏厅、堂屋、走廊、庑舍等建筑。咸丰十年（1860年），城隍庙被太平軍烧毁，仅剩头门及仪门。直到光绪二年（1876年），邑人吴汝渤等集资兴修，才重建内殿。
当时整座庙的建筑，由门头、仪门、庑舍、大殿、庭院等部分组成，其中门头挂“城隍庙”竖匾，仪门书“你来了吗”横额一块，戏台直通大殿，中间有一空地，可容千人。正中大殿屋檐下挂有一把大算盘，两旁写有四句歇语：“人有千算，天只一算，阴谋暗算，总归失算。”殿内神龛中供城隍神像，旁立判官，神案前有八个泥塑皂隶，还有牛头马面。大殿后是庭院，庭院内有后殿，供有比大殿中略小的城隍神像一尊，是要每年农历三月廿八抬至惠山朝拜东岳行庙之用。另有内殿，为城隍卧室，供奉城隍夫人。
辛亥革命后，庙宇作为民居、学校。1983年改为崇安区少年宫，存有偏厅、廊庑、廊亭、侧门等建筑。其中，戏台与庙门相连，呈凸字形，门旁置抱鼓石一对，浮雕日月麒麟图案，两边厢房构成戏台的两翼，是化妆间、道具室。过去有习俗每逢农历五月廿八为城隍诞辰，每于前一日请戏班演京戏两天酬神，民众聚观于殿内。戏台高约3米。台口两侧立花岗石方柱一对。石柱北面和东西两面内侧各镌楹联一付。北面楹联，其上联为：“神听和平，雅奏重番新乐府”，下联为：“民钦正直，崇台式焕旧规模。”
2008年11月，因建恒隆广场，东大街各建筑悉数拆除，崇安区少年宫内的城隍庙亦在列。2013年9月，随着无锡恒隆广场的开幕，拆迁时悉心保存的城隍庙旧址原建筑构件亦予重组回迁，使六十余年内一直藏于其他建筑内的城隍庙重得面世。

## 逸事
- 无锡县城隍庙原在无锡县衙门西侧，后遭祝融，惟城隍神像被抢救出来，抬至三皇街郑公祠旁暂居。无锡郑氏后裔也慷慨捐出郑公祠南侧原郑元和的宅第，重建了无锡县城隍庙，这即是如今之城隍庙。至于郑元和，亦为一古代名人。此人出身于宦绅之家，生活常不检点，曾堕落成乞丐，相传“莲花落”就是他所创。后来，名妓李亚仙与他相知，收留了他。郑受李亚仙鼓励，发奋读书，最后一举高中。各剧种中的“绣襦记”便是由郑元和、李亚仙的故事编成的。[5]

- 在过去，凡新任县令必到城隍庙中斋宿，以示报到。此外，在民间，若家中有人去世，亲属便要到城隍庙烧“回头香”，需在夜里从后门进入大殿，烧纸后，摸着每根殿柱转一圈，以免亡者被锁在柱子上受罪。[1]